# Species Plantarum
Species Plantarum er titlen på et 2-bindsværk af Carl von Linné, hvor han beskrev alle de plantearter, han kendte, og hvor han for første gang brugte et toleddet, botanisk navn for hver art. På den 2. internationale, botaniske kongres, som blev afholdt i Wien i 1905, fastlagde man datoen for udgivelsen af Species Plantarum som begyndelsen til den moderne, botaniske nomenklatur.

## Værket
Det første oplag udkom i 1753 under den fuldstændige titel Species plantarum, exhibentes plantas rite cognitas, ad genera relatas, cum differentiis specificis, nominibus trivialibus, synonymis selectis, locis natalibus, secundem systema sexuale digestas hos den stockholmske forlægger Lars Salvius (1706-1773). Bogen er tilegnet det svenske kongepar, Adolf Frederik og Louise Ulrike.
Albrecht von Haller betegnede Linnés værk som "maximum opus et aeternum".

### Tilblivelseshistorie
Allerede i foråret 1733 nævnte Linné sin hensigt om at skrive Species Plantarum. Det skete i et brev til kansleren for Uppsala Universitet, Gustaf Cronhjelm (1664–1737):
| Citat | ...species plantarum, hvor jeg har til hensigt at vise, at selv om Botanici berømmer sig af, at de til dato har opdaget 20.000 arter, findes der i realiteten ikke flere end 8.000, når varianterne er blevet anbragt under deres arter [...] at man kan finde hver plante in primo intutiu uden beskrivelse og figur. | Citat |
|       | |       |

Indtil den endelige virkeliggørelse af dette omfangsrige forehavende gik der dog næsten tyve år, hvor Linné skaffede sig detaljeret viden om planterne ved rejser i sit hjemland, Sverige,, ved beskrivelsen af de lokale flora'er og ved indekseringer af botaniske haver.
I et brev til Abraham Bäck nævnes planen om Species Plantarum atter i begyndelsen af september 1746:
| Citat | Jeg er netop igang med Species Plantarum og arbejder på det fra morgen til aften, så jeg næsten bliver grå af det. | Citat |
|       | |       |

Godt tre år senere, i midten af oktober 1749, skrev Linné dog:
| Citat | Jeg begynder at slå Species plantarum helt ud af mine tanker, siden i fjor har jeg ikke haft tid til at tage mig af den. Dengang førte jeg den frem til Polyandria; det var mig umuligt at klare den i løbet af et helt års uafbrudt arbejde; jeg har lyst til at efterlade mig det færdiggjorte som et inventarium, så eftertiden kan se, at jeg kunne have gjort det, hvis jeg havde haft tiden til det og havde villet det. Men skal jeg arbejde mig til døde, skal jeg aldrig se verden eller nyde den? Hvad vinder jeg ved det? Det bliver man først klog på det ved slutningen. | Citat |
|       | |       |

I begyndelsen af året 1751 genoptog Linné udfordringen med Species Plantarum. De fremskridt, som han gjorde i fremstillingen af værket, kan læses ud af de breve, han skrev til Bäck:
- Begyndelsen af juli 1751: "er endelig ved Poa" – s. 67 
- Slutningen af november 1751: "er kommet til Icosandria" – s. 466 
- Midten af marts 1752: "nået til Syngenesia" – s. 789 
- Midten af juni 1752 "Jeg er færdig med min Species." – s. 1200 

I løbet af godt og vel et år havde Linné beskrevet omtrent 7.300 arter på 1.200 sider.

### Indhold
Alle de plantearter, der er beskrevet i Species Plantarum, kendte Linné fra egne iagttagelser. Enten havde han iagttaget planterne på sine rejser gennem Sverige, eller han havde undersøgt dem som dyrkede eksemplarer i botaniske haver eller studeret dem ud fra herbariematerialer.
I sit forord (Lectori Aequo) berettede Linné bl.a. kort om de rejser, han havde foretaget, om beskrevne haver og herbarier og om sine studerende. Til forordet er knyttet en liste over de forfattere, han havde citeret (Auctores, opdelt i reformatores og usitatiores).
Slutningen består af et index over slægter (Index Genorum), et index over synonymer (Index Synonymorum) samt en liste over folkelige navne (Nomina trivialia).
Hoveddelen består af de korte beskrivelser af plantearterne. Hver plante har et beskrivende artsnavn, som Linné skabte efter de regler, han havde opstillet i Philosophia Botanica. Efter artsnavnet bliver de værker citeret i kort form, hvor dette navn var blevet anvendt. Så følger de synonyme navne, der havde været brugt af andre forfattere. Hvis Linné havde benævnt arten tidligere i et af sine værker, står disse synonymer først. Hos sjældne eller nyopdagede planter har han vedføjet beskrivelsen en henvisning til en illustration. I slutningen af hver artsbeskrivelse giver han henvisninger til artens udbredelsesområde og angiver ved et symbol, om planten er enårig (๏), toårig (♂) eller flerårig (♃).
Særlig betydning har "artsepitetet", som han markerede ude i siden for hver art, og som var en nyskabelse i forhold til hans tidligere værker. Slægtsnavnet og artsepitetet danner tilsammen artens toleddede navn, sådan som det stadig bruges ifølge den gældende botaniske nomenklatur.
Linnés beskrivelse af Spiselig Kanna (Canna indica) ser ud som følger:

### Oplag
- 1. Oplag, Lars Salvius: Stockholm 1753, oktav
- 2. Oplag, Lars Salvius: Stockholm 1762, oktav
- 3. Oplag, Johann Thomas von Trattner: Wien 1764, oktav – korrigeret optryk af 2. oplag

## Toleddede navngivningsregler for planter
Caspar Bauhin havde som den første påtaget sig forsøget med at ordne den forvirrende mangfoldighed af plantenavne (ca. 6.000 arter) i Pinax Theatri Botanici (Basel 1623). Han skelnede konsekvent mellem begreberne "slægt" og "art". Hos Bauhin blev en plante beskrevet med et slægtsnavn og mindst et tillægsord, som adskilte den beskrevne art fra andre arter af samme slægt. Med opdagelsen af nye plantearter blev de adskillende sætninger ("diagnostiske" navne) stadigt længere. En af Iris-arterne bar f.eks. navnet Iris latifolia germanica ochroleucos venis flavescentibus et purpurascentibus distincta. For at nævne en art måtte man faktisk angive den komplette beskrivelse af arten.
I de manuskripter til Species Plantarum, som Linné havde udarbejdet indtil 1749, finder man endnu ingen henvisninger til toleddede navne. I indholdsfortegnelsen til rejseberetningen Ölandska och Gothländska Resa (1745) havde han dog allerede benævnt planterne i en afkortet, toleddet form. Ideen om et "folkeligt navn" for planten formulerede Linné for første gang i § 257 af Philosophia Botanica (1751). Han skrev:
| Citat | Et gyldigt navn for en art skal adskille planten fra alle andre i dens slægt; dens folkelige navn kan vælges uafhængigt af alle regler. | Citat |
|       | |       |

Dette navn, som føjes til slægtsnavnet, artsepitetet, burde så vidt muligt udtrykke den ”væsentlige” forskel mellem arten og andre arter af samme slægt. For Linné var det også tilladt at bruge et særligt påfaldende kendetegn, lokale udtryk eller opdagerens eget navn.
Resultatet af at indføre de toleddede plantenavne er en konsekvent adskillelse af plantebeskrivelsen fra navngivningen.